# شريزا
 شريزا هو برنامج لمشاركة الملفات من شخصاً لشخص (بدون طرف ثالث) ويعمل تحت مايكروسوفت ويندوز. والذي يدعم بروتوكولات الشبكة لنوتيلا ونوتيلا (جي2) وإي دونكي وبت تورنت وبروتوكول النص الملفات وبروتوكول نقل النص الفائق وبروتوكول نقل النص التشعبي الآمن وتعاملهما مع روابط مغناطيسية وروابط إيد2ك والآن تم اقاف نوتيلا وروابط بيوليت، والآن متوفر بثلاثون لغة.
وتطور شريزا من قبل مايكل ستوكس حتى 1 يونيو 2004، ومنذ ذلك الحين أستمر الحفاظ عليه من قبل مجموعة من المتطوعين، وفي عام 2004 يونيو 1 تم إصدار شريزا 2.0 مع كود المصدر، الذي يعمل تحت الترخيص العام مما يجعل البرمجيات حرة.

## الميزات

### متعدد الشبكات
يمكن لـشريزا الاتصال بنوتيلا و (جي2) وإي دونكي وبت تورنت، وتقوم شريزا بتجزئة ملفاتها لجميع الشبكات ثم تتوزع قيم التجزئة هذه على جي2، هذا يسمح لشريزا بتنزيل ملف واحد من عدة شبكات في وقت واحد. وعندما يجد عميلً آخر متصل بـجي2 يتم إعطاؤه قيم التجزئة لجميع الشبكات ويمكن البحث على الشبكات الأخرى بقيم التجزئة الخاصة بها، مما يزيد من عدد المصادر وترعت تحميل الملف، وتستخدم شريزا شبكة جي2 الخاصة بها للعثور على مزيد من مصادر تورنت.

### مرشح الأمان
لدى عميل شريزا بعض مرشحات المحتوى الأساسية ومنها فلترة إباحية الأطفال الإجبارية والمواد الإباحية الاختيارية للبالغين، وبعض المرشحات الاختيارية الأخرى مثل مشرح الملفات المحمية بإدارة الحقوق الرقمية. ويمكن أيضاً توسيع مرشحات أمان شريزا باستخدام كلمات رئيسية محددة من قبل المستخدم و/أو عنوان بروتوكول الإنترنت. وتسمح الإصدارات الحديثة من شريزا باستخدام التعبيرات العادية والتصفية حسب الفلترة، وتزيد هذه الفلترة من فرص الحصول على ملفات التي يريدها المستخدم وتقلل من فرصة الحصول على ملفات ضارة أو مزيفة. وتنسيق ملف المستخدم للفلاتر هو مخطط أكس أم إل القابل للتوسع، والفلاتر قابلة للتعديل من داخل شريزا ويمكن نقلها من التطبيقات لمشاركتها مع الآخرين.

### الإضافات

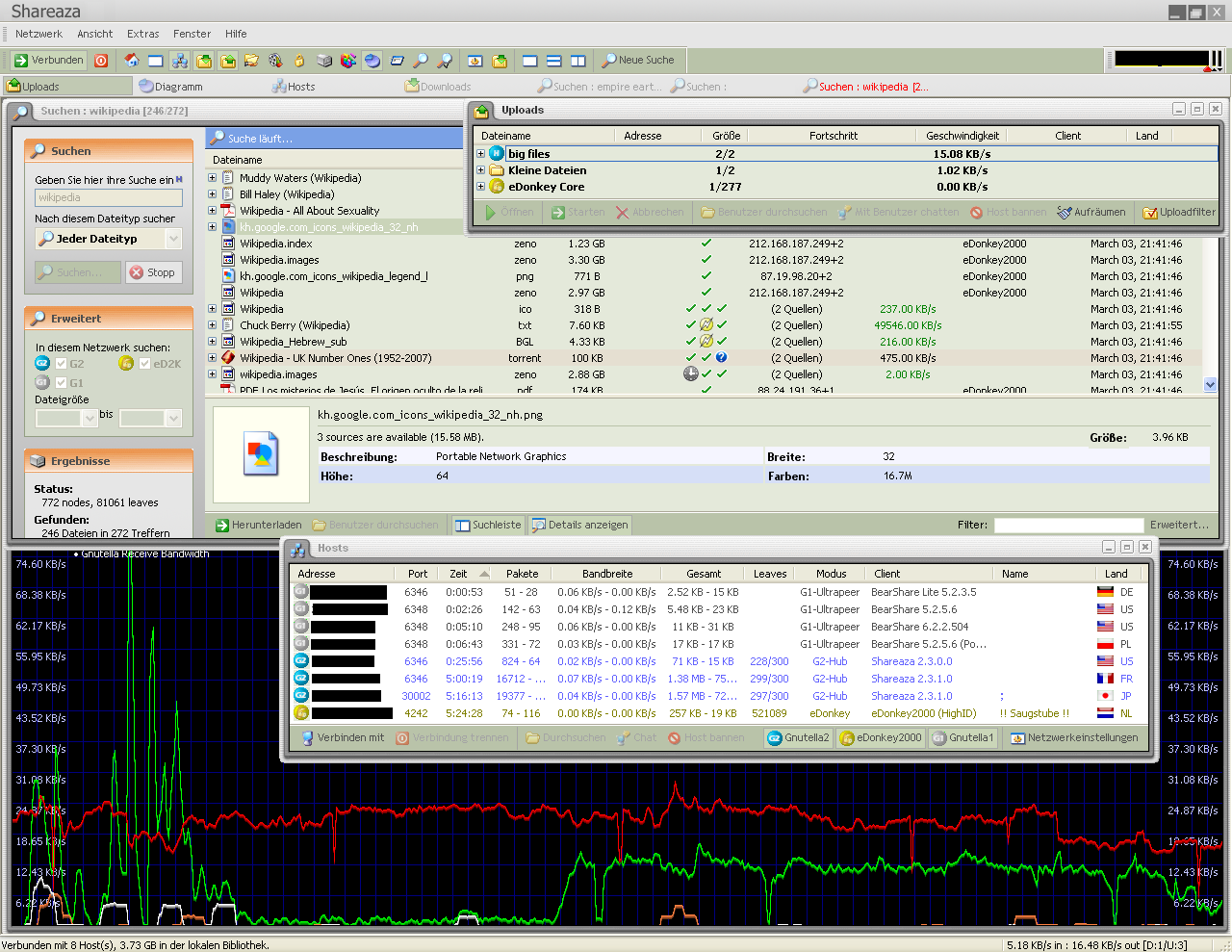
شريزا يعمل في وضع النوافذ مع العديد من الأسطح النشطة وتتضمن الأدوات نافذة بحث ورسم بياني لعرض النطاق الترددي ونافذة انتظار التحميل (الزاوية العلوية يمين) والنافذة المجاورة في (الوسط)، وعرض أربعة من نوتيلا وثلاثة من نوتيلا2 واتصال بخدمة إيد2ك.

ينفذ شريزا إطار العمل وللإضافة الإضافات، ويشحن مثبت شريزا عدة ملحقات. يتم استخدام معظمها لقراءة البيانات الوصفية المضمنة وإزالتها من الملفات التي يتم تجزئتها وتحويلها إلى تنسيق خارجي يستند إلى أكس أم إل أو لفك تشفيرات ملفات الوسائط المتعددة لإجراء عرض مسبق لعملاء الجي2 الآخرين، وبعض الخدمات الأخرى الحاجة إلى مشغل الوسائط داخل شريزا وتحسين مشغل الوسائط. ويمكن أيضاً استخدام ملحقات الطرف الثالث على سبيل المثال، شاريمونكي الذي يضيف رابط داخل شريزا عند التنزيل أو البحث عن مواد محفوظة حقوقها من حيث يمكن تنزيلها بشكل قانوني.

### أشكال
يمكن أن يكون لدى العميل تقريباً جميع أجزاء الأوجه المستخدم الرسومات، ويتضمن ذلك الأشرطة والرموز وكذلك الخلفيات والأزرار وبهذه الطريقة، يمكن تغيير شكل شريزا بالكامل باستخدام الألوان والصور والأزرار الجديدة وما إلى ذلك، وقائمة أساسية من أسطح موجودة في حزمة مثبت لشريزا. ويمكن تنزيل الأسطح الأخرى من منتديات اجتماعية أو العثور عليها من خلال البحث عن أس ك أس (ملفات الأسطح لشريزا) في شبكة جي2. والأسطح عبارة عن أرشيفات مضغوطة وأعيدت تسميتها بالملحق به أس ك أس. وتحتوي على أيقونات وصور، وبالإضافة إلى ملف إكس إم إل الذي يربط الصور والألوان بواجهة مستخدم الرسومات.
تُستخدم هذه المزية أيضاً في التعريب، ملفات اللغة هي إكس إم إل، مثل الأسطح العادية ولكنها غير مضغوطة، ويحتوي ملف إكس إم إل على ترجمات لجزء معين من البرامج، ويتيح ذلك إمكانية تغيير اللغات وتحديثها واختبارها بسهولة دون تجميع ثنائي كامل.

### أوضاع
لدا شريزا ثلاثة أوضاع للمستخدم، الأول للمستخدمين العاديين، هذا الوضع هو الوضع الافتراضي ويوفر لواجهة المستخدم الرسومات نظيفة وملائم، ولن يتمكن المستخدمون من إجراء تغييرات كبيرة على الإعدادات في هذا الوضع ولكن يمكن الاستفادة من وظائف أكثر أهمية مثل، البحث والتنزيل. الوضع الثاني لمستخدمي الطاقة ليوفر مزيداً من الوصول إلى الشبكة والإعدادات المتقدمة ولكن، يمكنه أيضاً قطع اتصالك بالشبكة. الوضع الثالث هو وضع الإطارات وفي هذا الوضع يمكن للمستخدمين رؤية علامات مختلفة من إطار في وقتً واحد، مما يوفر مساعدة كبيرة من التحكم في الأشياء التي تحدث، وأيضاً يتيح هذا الوضع إمكانية تخصيص مظهر العميل ليناسب تماماً احتياجات المستخدم المعني.

### الدردشة عبر الإنترنت (آي لآر سي)
يحتوي شريزا على عميل دردشة عبر الإنترنت (آي آر سي) مدمج يسمح للمستخدمين بالتواصل مع بعضهم البعض، وهناك قنوات عديدة اللغات للدعم والمساعدة، وتوجد هذه القنوات في خدمة دردشة شخصاً لشخص ويمكن أيضاً أن ينضم منها أي عميل آي آر سي عادي أو عبر ملحق جافا على صفحة شريزا الرئيسية.

## تاريخ شريزا
في منتصف عام 2002 أصدر ستوكس النسخة الأولى من عميل نوتيلا الذي كتبه وأطلق عليه اسم «شريزا» ومنذ البداية كان العميل يهدف إلى الحصول على ميزات لا يمتلكها عملاء نوتيلا الآخرين، وعلى مدار العامين أقام ستوكس لدعم شبكات إي دونكي 2000وبت تورنت وكتابة بروتوكولات أساس نوتيلا الذي أطلق عليه اسم نوتيلا2.
وفي عام 2004 يونيو1، أصدر ستوكس شفرة مصدر شريزا تحت الإصدار الثاني من الترخيص العام (التي تزامنت مع إصدار شريزا2.0) وانضم شريزا إلى لايم واير وجي نوكلس والآخرين كعميل مفتوح المصدر على شبكة نوتيلا.
ومنذ بداية شريزا تم إعلانه أنه «مجاناً ولا يوجد إعلانات ولا برامج تجسس ولا يوجد يجبرك للترقية إلى إصدار تجاري» ولقد ظل الأمر كذلك في كل إصدار.
ومن الإصدار الأول دعمت شريزا الحشد والبيانات الوصفية وإدارة المكتبات والتجزئة التلقائية للملفات.

### الاستيلاء على المجال
وفي عام 2007 من ديسمبر 19، تمت إعادة توجيه باسم مشروع Shareaza.com، إلى موقع يدعم أنه المنزل الرسمي لشريزا تروج للعميل بتنزيله باسم شريزا في4، (الذي أصبحت في6 في عام 2009 من أكتوبر، وأصبح في7 في عام 2010 من أغسطس، وأصبح في8 في عام 2011 من نوفمبر) ولا علاقة لها بإصدارات فريق التطوير لشريزا، واستنساخ آي ميش مع تعديلات رسومية صغيرة وحسب، واستخدموا شعارشريزا في1. وأجبر مالك المجال جون نيلسون على بيع جزئية لتسوية مع شركة                                                    (La Societe Des Producteurs De Phonogrammes En France) هذا العميل عبارة عن واجهة شبكية لمتجر مركزي موسيقي بواسطة ديسكورديا إل تي دي، ولا يتصل بأي شبكة بي تو بي مفتوحة مثل نوتيلا  أو جي2  أو إي دونكي أو بت تورنت، والمحتوى يكون مقيد على الموسيقى المحمية بنظام إدارة الحقوق الرقمية والتي يمكن شراؤها من متجر الموسيقى على الإنترنت الخاص بديسكورديا، وهي شركة مقرها في قبرص وتربط ارتباطاً وثيقاً بـ (جمعية صناعة التسجيلات الأمريكية) وليس لها علاقة بفريق تطوير شريزا، رداً على ذلك قام فريق تطوير شريزا بنقل موقعهم الإلكتروني إلى سورس فورج.
والإصدارات السابقة 2.3.1.0 من شريزا الأصلية متصلة بـ WWW.shareaza.com للتحقق من تحديثات النظام وفي عام 2008 من يناير1 المالك الجديد لـ شريزا.كوم وديسكورديا إل تي دي وأستخدم آلية التحقق التحديثية لاقتراح المستخدم شريزا في4 ولاحقاً شريزا في5 وفي6 وفي7 وكان تحديثاً لعميل شريزا الأصلي منذ الإصدار 2.3.1.0 الذي صدر في عام 2008 من يناير 3، ورابط شريزا الأصلي لصفحات شريزا على سورسفروج.نيت.

### تسجيل العلامات التجارية بواسطة آي ميش
في عام 2008 من يناير 10، قدموا الملاك الجدد لشريزا.كوم وديسكوديا إل تي دي (آي ميش إل أن سي.)  لطلب تسجيل علامة تجارية لاسم شريزا في محاولة لمنع المطورين الأصليين من استخدام الاسم، إ دعاءً أن أول استخدام على الإطلاق كان في عام 2007 من ديسمبر 17، وحصل فريق التطوير لذا شريزا على تمثيل قانوني للتحدي في التسجيل وتمت إنشاء صندوق دفاعي قانوني. وعين فريق التطوير ويليام إروين للتعلم مع التبرعات وذكر أنه قد دفع له من قبل آي ميش لتخريب الدفاع وأنه سرق أموال المتبرعين بها، ومنحت العلامة التجارية للآي ميش بعد أن تخلى فريق التطوير عن الدفاع عن العلامة التجارية.

### تاريخ الإصدارات
ملاحظات الإصدار لجميع الإصدارات من 2.0.0.0 مرتبطة من صفحة سجل التغيير في شريزا.
إصدار v2.3.1.0
الإصدار 2.3.1.0 هو آخر إصدار مستقر من شريزا ويدعم ويندوز9x، وجاء بعد ذلك بيومين من استغلال المالكين الجدد لنطاق المشروع، آلية التحديث لإرسال رسالة تحديث خاطئ لخدع المستخدمين لتثبيت شريزا في4 المزيف، واحتوى على إصلاح لهذه المشكلة.
إصدار v2.4.0.0
لقد أصدرا إصدار 2.4.0.0 من شريزا في 1 أكتوبر 2008، مع العديد من إصلاحات الأخطاء والتغييرات الرئيسية لتوفير استقرار أفضل للعميل، وكان أول إصدار مستقر يضمن دعم الدردشة عبر الإنترنت وضف إلى ذلك، تم إجراء تغييرات كبيرة على آلية معالجة التورنت وتوقف دعم   مي/ ويندوز 98وآخر إصدار يعمل على ويندوز 9x هو إصدار 2.3.1.0.
وعندما تم إصدار v2.4 تم تعيين الخطة لإصدار ثاني هو 2.4.1.0 مرشح إصدار v2.5 الذي أصدره في 1 أكتوبر 2009 تقريباً، ليتبعها بإصدار 2.5.0.0 بعد شهر.
إصدار v2.5.x.0
لقد أصدرا إصدار 2.5.0.0 من شريزا في 31أكتوبر 2009 وكان أكثر استقراراً بشكل ملحوظ وأقل استهلاكاً للموارد من الإصدارات السابقة ودعماً محسناً لبت تورنت مثل التنزيل الانتقائي للملفات المنضمة في سيول المجمعة وتحديد أوليات التنزيل، وكان هناك أيضاً تحديثات لتطبيق نوتيلا وإي دي2ك مثل دعم موسع لـ جي جي إي بي والملفات الكبيرة والمحادثات، وتمت إعادة صياغة تطبيق الدردشة عبر الإنترنت آي أر سي للإصدار v2.4.0.0 لتحريره من الأخطاء التي جعلته جزء منه غير قابل للاستخدام في الإصدار السابق، ولقد توسع قدرات مدير التنزيلات وإضافة تكامل في إنترنت إكسبلورل وتضمن مع صائد الفيروسات لتسريع وتبسيط البلاغات عن أعطال.
ولقد أصدرا إصدار 2.5.1.0 من شريزا في 1 ديسمبر 2009 وكان أكثر استقراراً وأكثر فاعلية من الإصدارات السابقة بسبب إصلاح الأخطاء، ولقد تحسن سهولة استخدامه والتوافق مع بت تورنت وفقاً للاقتراحات الخدمة الأكثر شيوعاً، ولقد استفاد من مجموعة تعليمات تدفق ملحقات (أس أس إي) وتطلب على الأقل معالج بينتيوم-الثالث أو آثلون-إكس بي.
ولقد أصدرا إصدار 2.5.2.0 من شريزا فب 6 فبراير 2010 وجلب المزيد من التحسينات على الاستقرار وكانت هذه الإصدارات والإصدارات الأحدث متاحة اختيارية اما كإصدار أس أس إي أو غير أس أس إي لسماح استخدام المعالجات الأقدم على عكس إصدار 2.5.1.0 من أس أس إي وحسب، لهذا أصدروا الإصدارات اللاحقة باستخدام البناء المحسن من أس أس إي وأس أس إي2 ويتطلب على الأقل معالجات بينتيون 4 أو آثلون64.
ولقد أصدرا إصدار v2.5.3.0 في 13 يونيو 2010 والذي يركز على التغيرات الداخلية والتحسينية وكانت الإضافة المهمة الوحيدة هي برنامج الجدول الذي يسمح بالتحكم الكامل فيما يفعله التطبيق في وقت معين أثناء التشغيل دون مراقبة.
وإصدار شريزا الذي صدر في 12 فبراير 2011 وتحسن بدعم التركيب والتشغيل العالمي وإضافة دعم دي سي++ محدد وإضافة تبادل الأقران المتوافق مع يوتورنت وتبادل المتعقب لبت تورنت ولقد أصلحت أخطاء الدردشة آي آر سي المتبقية، والكثير من الأعطال غير شائعة التي من النادر مشاهدتها.
وإصدار شريزا v2.5.5.0 الذي صدر في 29 مايو 2011 والمزيد من التحسينات دعم التركيب والتشغيل العالمي وتضمين تحديثات دي سي++ ونوتيلا وحماية محسنة من البريد العشوائي أثناء عمليات البحث ودمج تنزيلات ملفات متعددة.
إإصدار v2.6.0.0
لقد أصدرا إصدار v2.6.0.0 في 3 يونيو 2012 وإضافة دعم تتبع لبتتورنت (خط رئيسي) دي أتش تي ويو دي بي بالإضافة إلى احتوائه على تحسينات لواجهة نظام التشغيل ويندوز 7.  
إصدار v2.7.x.x
لقد توفر إصدار شريزا 2.7.0.0 في 31 أغسطس 2013 مع عدد كبير من إصلاحات الأخطاء ويحتوي على تحسينات كبيرة على دعم بت تورنت وتحميل إي دونكي ومشغل الوسائط المدمج وتتبع ذلك إصدارات أخرى من v2.7.x.x.

## الجوائز والمراجعات
·      في نوفمبر 2008 كانت شريزا هي مشروع سورس فورج لهذا الشهر.
·     في ديسمبر 2009 احتلت شريزا المرتبة الخامسة في سورسفورج.نيت. ما هو أكثر بروزاً في نظام تشغيل ويندوز؟ ترتيب يرامج مشاركة الملفات بنسبة 78% «موصى به» (بينما الرقم الأول كان 81% «موصى به») واعتباراً من 24 أغسطس 2010 كانت في نفس الوضع، ويعتمد الترتيب على توصيات المستخدمين وآرائهم وتنزيلات البرامج من موقع المشروع.